# Tecticeps carinatus
Tecticeps carinatus là một loài chân đều trong họ Tecticipitidae. Loài này được Gurjanova miêu tả khoa học năm 1933.